# Megalampitta
Genre
Megalampitta est un genre d'oiseaux de la famille des Melampittidae.

## Liste des espèces
Selon la classification de référence du Congrès ornithologique international (version 6.4, 2016) :
- Megalampitta gigantea (Rothschild, 1899)